# هیوندای آلکازار
هیوندای آلکازار یک کراس‌اوور سه ردیف صندلی سایز متوسط است که توسط شرکت هیوندای موتور طراحی و توسط هیوندای موتور هند در هند تولید می‌شود. این خودرو در آوریل ۲۰۲۱ معرفی شد و یک نسخه کراس‌اوور برپایه هیوندای کریتا است.

## بررسی اجمالی
آلکازار برای اولین بار در آوریل ۲۰۲۱ رونمایی شد، و در ژوئن ۲۰۲۱ به بازار عرضه شد. این خودرو بر اساس هیوندای کریتا، ساخته شده‌است البته با ۱۵۰ میلیمتر (۵٫۹ اینچ) فاصله بین دو محور طولانی‌تر در ۲٬۷۶۰ میلیمتر (۱۰۸٫۷ اینچ) طول بیشتر و تا ۲۰۰ میلیمتر (۷٫۹ اینچ) ارتفاع بالاتر.

در هند، این خودرو در شش تیپ موجود است، که عبارتند از: پرستیژ، پلاتینیوم و سیگناشر.

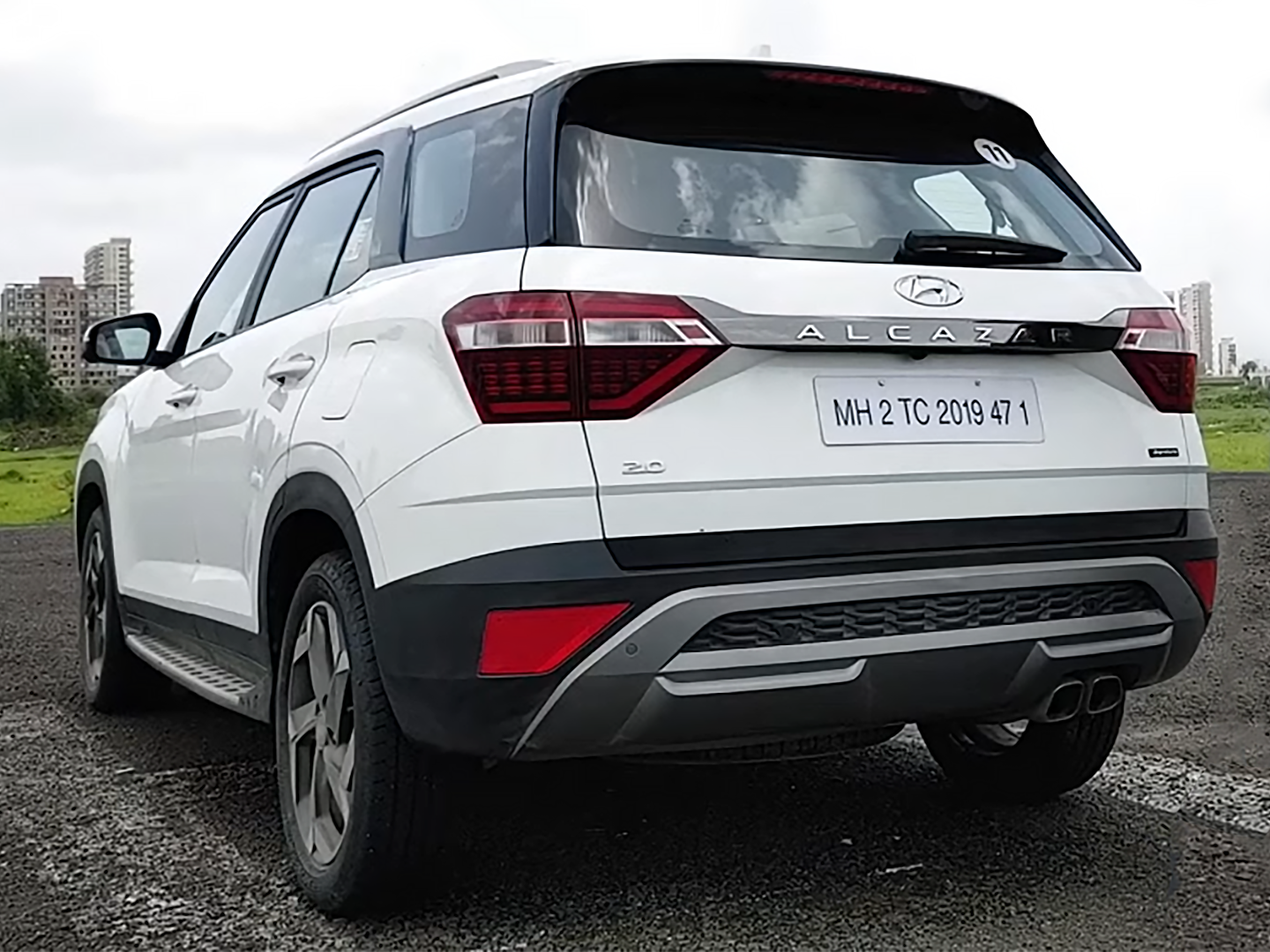
نمای عقب
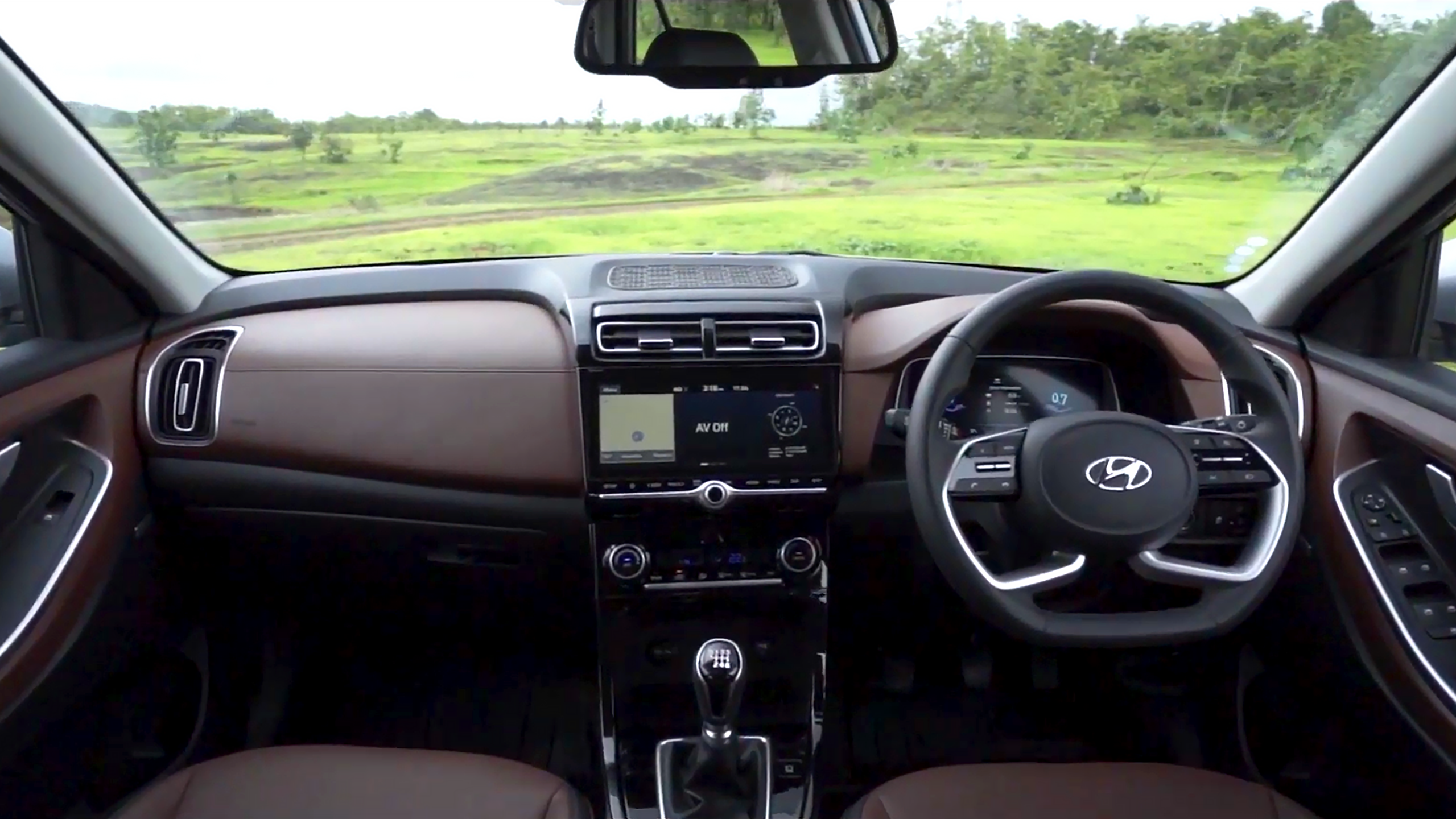
داخلی

## سیستم مولد و انتقال قدرت
آلکازار با موتور ۲٫۰ لیتری بنزینی و ۱٫۵ لیتری دیزلی در دسترس است، که دارای شتاب. -۱۰۰ ۹٫۵ ثانیه است. هر دو گزینه موتور با انتخاب بین گیربکس ۶ سرعته دستی و گیربکس ۶ سرعته اتوماتیک در دسترس هستند.
| موتور بنزینی              | موتور بنزینی                                      | موتور بنزینی                                                      | موتور بنزینی                                                                 | موتور بنزینی                  |
| مدل                       | موتور                                             | قدرت                                                              | گشتاور                                                                       | انتقال‌ها                      |
| ------------------------- | ------------------------------------------------- | ----------------------------------------------------------------- | ---------------------------------------------------------------------------- | ----------------------------- |
| ۲٫۰ لیتری ام‌پی‌آی بنزینی   | ۱٬۹۹۹ سانتی‌متر مکعب (۱۲۲٫۰ اینچ مکعب) I4          | ۱۵۹ اسب بخار متری (۱۱۷ کیلووات؛ ۱۵۷ اسب بخار) @ ۶۲۰۰ دور در دقیقه | ۱۹۱ نیوتن متر (۱۹٫۵ کیلوگرم متر؛ ۱۴۱ پوند-فوت) 4500 دور در دقیقه             | ۶ سرعته دستی 6 سرعته اتوماتیک |
| موتور دیزل                |                                                   |                                                                   |                                                                              |                               |
| مدل                       | موتور                                             | قدرت                                                              | گشتاور                                                                       | انتقال‌ها                      |
| ۱٫۵ لیتری یو۲ وی‌جی‌تی دیزل | ۱٬۴۹۳ سانتی‌متر مکعب (۹۱٫۱ اینچ مکعب) توربوشارژ I4 | ۱۱۵ اسب بخار متری (۸۵ کیلووات؛ ۱۱۳ اسب بخار) @ ۴۰۰۰ دور در دقیقه  | ۲۵۰ نیوتن متر (۲۵ کیلوگرم متر؛ ۱۸۰ پوند-فوت) در دور ۱٫۵۰۰–۲٬۷۵۰ دور در دقیقه | ۶ سرعته دستی 6 سرعته اتوماتیک |